# Mauritiusparkiet
De mauritiusparkiet (Psittacula eques) is een vogel uit de familie Psittaculidae (papegaaien van de Oude Wereld). Het is een endemische vogelsoort van de eilanden Mauritius en Réunion, beide in de Indische Oceaan ten oosten van Madagaskar. De nominaat P. e. eques (réunionparkiet) van het eiland Réunion is uitgestorven, de ondersoort P. e. echo op Mauritius is een bedreigde soort. Deze wordt ook wel als een soort (Psittacula echo) opgevat.

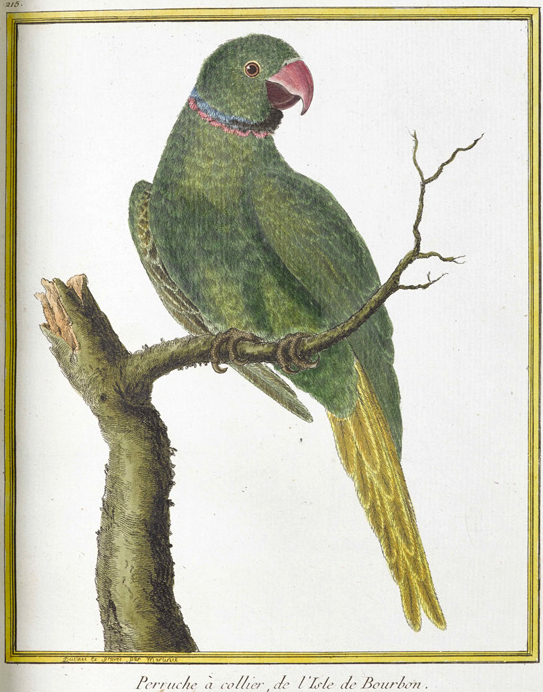
De type-illustratie

In 1783 werd de soort door de Nederlandse natuurvorser Pieter Boddaert benoemd als Psittacus eques, op basis van een prent van de vogel, een ingekleurde gravure door François-Nicolas Martinet, welke dus de type-illustratie is. De soortaanduiding betekent "ridder" in het Latijn en verwijst naar de kleuren van het uniform van Franse cavaleristen.

## Kenmerken
De vogel is 36 cm lang. Het is een groen gekleurde parkiet met een lange staart. Het mannetje heeft een helder rode snavel, het vrouwtje heeft een donkere snavel en is verder donkerder groen. De vogel lijkt sterk op de halsbandparkiet en is daarvan het gemakkelijkst te onderscheiden door het geluid. De halsbandparkiet maakt hoge, schelle geluiden, de mauritiusparkiet roept een lager, maar luid "kaaark kaaark" en in vlucht een scherp, kort "kik kik".

## Verspreiding en leefgebied
Deze soort is endemisch op Mauritius. In de jaren zeventig van de twintigste eeuw waren er nog ongeveer tien vogels waarneembaar en die kwamen niet meer succesvol tot broeden. In de jaren tachtig werd gevreesd dat de soort op uitsterven stond. De mauritiusparkiet werd toen vaak aangeduid als de "zeldzaamste papegaai te wereld". In de jaren negentig werd een programma gestart waarin broedparen ondersteund werden door nestbescherming, bijvoeren en het bestrijden van predatoren. Er kwamen weer vogels succesvol tot broeden. Men ontdekte dat van een legsel de meeste jongen omkwamen. In 1996 begon men enkele eieren per legsel te verwijderen om ze uit broeden in een broedmachine waarna de kuikens met de hand werden grootgebracht en daarna in het wild vrijgelaten. Dat deed de populatie snel toenemen. De huidige habitat bestaat uit een ongeveer 50 km² groot gebied dat ligt in het Black River Gorges National Park in het zuidwesten van het eiland. Het leefgebied van de vogels is natuurlijk bos en struikgewas waarbij inheemse planten, struiken en bomen van groot belang zijn om in te foerageren op bloesems, vruchten, zaden, twijgjes, bast en boombastsap.

## Status
De mauritiusparkiet heeft een beperkt verspreidingsgebied en daardoor is de kans op uitsterven aanwezig. De grootte van de populatie werd in 2016/17 door BirdLife International geschat op 450. De populatie blijft zeer kwetsbaar. Eerst was er vooral habitatverlies waarbij het oorspronkelijke bos verloren ging. Daarnaast wordt de vogel bedreigd door geïmporteerde diersoorten waaronder de halsbandparkiet waarmee de vogel concurreert om nestholtes. Verder vreten ingevoerde diersoorten zoals de java-aap (Macaca fascicularis) en de zwarte rat de eieren en jongen van deze parkiet en bovendien zijn er parasieten en ziektekiemen die de vogels bedreigen. Om al deze redenen staat deze soort als bedreigd op de Rode Lijst van de IUCN.